# Knästorp (naturreservat)
Knästorp är ett naturreservat i Hultsfreds kommun i Kalmar län.
Området är naturskyddat sedan 2010 och är 91 hektar stort. Reservatet omfattar av mark omkring byn Knästorp och består av 
ädellövskog på gammal inägomark, och utanför denna av granskog.